# Kamjanský rajón
Kamjanský rajón (ukrajinsky Кам'янський район) je rajón v Dněpropetrovské oblasti na Ukrajině. Hlavním městem je Kamjanske a rajón má přibližně 423 tisíc obyvatel. 

## Města v rajónu
- Kamjanske
- Pjatychatky
- Verchivceve
- Vilnohirsk
- Verchňodniprovsk
- Žovti Vody